# Jocelyn Benoist
Pour les articles homonymes, voir Benoist.
Jocelyn Benoist, né le 4 juillet 1968, est un philosophe français.

## Biographie
Ancien élève de l'École normale supérieure, il est un spécialiste de la première philosophie d'Edmund Husserl et de celles du cercle d'élèves de Franz Brentano, qu'il explore, au long de ses publications, sous l'angle de la philosophie du langage et des théories philosophiques de la signification. Plus spécialement, la "confrontation" entre la philosophie dite analytique, plus tardive et d'expression anglo-saxonne, et les points de vue de la phénoménologie naissante est chez lui un thème récurrent.  
Il enseigne actuellement la philosophie à l'Université Paris 1 Panthéon-Sorbonne. Il a été membre junior de l'Institut Universitaire de France (2007-2012), puis nommé membre senior en 2020.
En 2019, il reçoit la médaille d'argent du CNRS, et en 2025, il reçoit le Grand Prix de Philosophie de l'Académie française pour l'ensemble de son œuvre.

### Vie privée
Il est l'époux de la philosophe Sandra Laugier.

## Principales publications

### Monographies
- Autour de Husserl : l'ego et la raison, Paris, Vrin, « Bibliothèque d'histoire de la philosophie », septembre 1994, 319 p.
- Kant et les limites de la synthèse : Le sujet sensible, Paris, P.U.F., collection Epiméthée, février 1996, 343 p.
- Phénoménologie, sémantique, ontologie : Husserl et la tradition logique autrichienne, Paris, P.U.F., collection Epiméthée, septembre 1997, 310 p.
- L'a priori conceptuel : Bolzano, Husserl, Schlick, Paris, Vrin, collection « Problèmes et controverses », septembre 1999, 221 p.
- L'idée de phénoménologie, Paris, Beauchesne, collection « Le grenier à sel », avril 2001, 157 p.
- Représentations sans objet : aux origines de la phénoménologie et de la philosophie analytique, Paris, P.U.F., collection Epiméthée, octobre 2001, 219 p.
- Intentionalité et langage dans les Recherches logiques de Husserl, Paris, P.U.F., collection Epiméthée, septembre 2001, 214 p.
- Entre acte et sens : recherches sur la théorie phénoménologique de la signification, Paris, Vrin, collection « Problèmes & Controverses », avril 2002, 256 p.
- Les limites de l'intentionalité. Recherches phénoménologiques et analytiques, Paris, Vrin, collection « Problèmes & controverses », février 2005, 288 p.
- Sens et sensibilité. L’intentionalité en contexte, Paris, Ed. du Cerf, collection « Passages », février 2009, 327p.
- Concepts. Introduction à l'analyse, Paris, Les éditions du Cerf, collection « Passages », septembre 2010, 203 p.
- Éléments de Philosophie Réaliste. Réflexions sur ce que l’on a, Paris, Vrin, collection « Moments philosophiques », mai 2011, 180p
- Logique du phénomène, Paris, Hermann, collection « Le bel aujourd'hui », janvier 2016, 206p
- L'adresse du réel, Paris, Vrin, collection « Moments philosophiques », mars 2017, 376p

### Éditions
- Jocelyn Benoist / Fabio Merlini (éds.) : Après la fin de l'histoire. Temps, monde, historicité, Paris, Vrin, collection « Problèmes et controverses », décembre 1998, 278 p.
- Jocelyn Benoist / Bruno Karsenti (éds.) : Phénoménologie et sociologie, Paris, P.U.F, collection « Fondements de la politique », avril 2001, 253 p.
- Jocelyn Benoist / Fabio Merlini (éds.) : Historicité et Spatialité. Recherches sur le Problème de l'Espace dans la Pensée Contemporaine, Paris, Vrin, collection « Problèmes et controverses », mai 2001, 255 p.
- Jocelyn Benoist / Jean-François Courtine (éds.) : Husserl. La représentation vide, Paris, P.U.F., collection « Epiméthée », septembre 2003, 305 p.
- Jocelyn Benoist / Sandra Laugier (éds.) : Husserl et Wittgenstein. De la description de l'expérience à la phénoménologie linguistique, Hildesheim, Olms, 2004, 243 p.
- Jocelyn Benoist / Fabio Merlini (éds.) : Une histoire de l'avenir : Messianité et Révolution, Paris, Vrin, collection « Problèmes et controverses », juin 2004, 252 p.
- Jocelyn Benoist / Sandra Laugier (éds.) : Langage ordinaire et métaphysique : Strawson, Paris, Vrin, collection « Bibliothèque d'histoire de la philosophie », octobre 2005, 252 p.
- Jocelyn Benoist (éd.) : Propositions et états de choses. Entre être et sens, Paris, Vrin, collection « Problèmes et controverses », septembre 2006, 253 p.
- Jocelyn Benoist / Jean-François Kervegan (éds.), Adolf Reinach : entre droit et phénoménologie, Paris, Éditions du CNRS, avril 2008, 206 p.
- Jocelyn Benoist (dir.), La conscience du temps. Autour des Leçons sur le temps de Husserl, Paris, Vrin, collection « Problèmes et controverses », juin 2008, 215 p.
- Jocelyn Benoist (dir.), Husserl, Paris, Ed. du Cerf, 2008.
- Jocelyn Benoist / Vincent Gérard (éds.), Lectures de Husserl, Paris, Ellipses, février 2010, 284 p.
- Jocelyn Benoist / Gaetano Chiurazzi (éds.), Le ragioni del senso, Milano-Udine, Mimesis, 2010.
- Jocelyn Benoist / Thierry Paul (éds.), Le formalisme en action. Aspects mathématiques et philosophiques, Paris, Hermann (éditions), 2013.
- Jocelyn Benoist / Véronique Decaix (eds.), Licornes : Celles qui existent et celles qui n'existent pas, Paris, Vendémiaire, 2021.
- Jocelyn Benoist / Philippe Corcuff (éds.), « Le grand Motchane » (1931-2017), intellectuel et socialiste, dossier du numéro 59 de la Revue Française d'Histoire des Idées Politiques (éditions L'Harmattan), 1er semestre 2024.